# Отто Гізеке
Отто Гізеке (нім. Otto Gieseke; 24 березня 1891, Гоенгамельн — 21 липня 1958, Ганновер) — німецький офіцер, один з керівників поліції порядку (ОРПО), бригадефюрер СС і генерал-майор поліції.

## Біографія
Учасник Першої світової війни. Після демобілізації вступив на службу в поліцію. Член НСДАП (1 травня 1939; партійний квиток № 2 081 825) та СС (1 червня 1940; № 357 198). З початком Другої світової війни переведений у війська СС. Служив у поліцейській дивізії СС, командир 1-го поліцейського стрілецького полку СС. У складі групи армій «Північ» брав участь у боях на радянсько-німецькому фронті. З березня 1944 року — командувач ОРПО імперського комісаріату Остланд зі штаб-квартирою в Ризі.

## Звання
- Однорічний доброволець (квітень 1910)
- Лейтенант (17 грудня 1915)
- Обер-лейтенант поліції (1 червня 1920)
- Гауптман шуцполіції (1 червня 1926)
- Майор шуцполіції (1 квітня 1935)
- Штурмбаннфюрер СС (1 червня 1940)
- Оберст-лейтенант шуцполіції (1 серпня 1940)
- Оберштурмбаннфюрер СС (1 березня 1941)
- Оберштурмбаннфюрер військ СС (1 квітня 1942)
- Штандартенфюрер СС і військ СС (20 квітня 1942)
- Оберфюрер військ СС (30 квітня 1943)
- Оберст шуцполіції (1 вересня 1943)
- Бригадефюрер СС і генерал-майор поліції (10 червня 1944)

## Нагороди

### Перша світова війна
- Залізний хрест 2-го і 1-го класу
- Королівський орден дому Гогенцоллернів, лицарський хрест з мечами

### Міжвоєнний період
- Сілезький Орел 2-го ступеня
- Балтійський хрест (1919)
- Почесний хрест ветерана війни з мечами
- Спортивний знак СА в бронзі

### Друга світова війна
- Почесний знак протиповітряної оборони 2-го ступеня (30 березня 1940)
- Застібка до Залізного хреста
  - 2-го класу (18 серпня 1941)
  - 1-го класу (10 вересня 1941)
- Штурмовий піхотний знак в сріблі (28 липня 1942)
- Медаль «За зимову кампанію на Сході 1941/42» (1942)
- Німецький хрест в золоті (30 вересня 1942)
- Лицарський хрест Залізного хреста (30 вересня 1942)
- Кільце «Мертва голова»
- Нагрудний знак «За поранення» в сріблі